# Tarte au macaron
La Tarte au Macaron est originaire de Belgique[réf. nécessaire]. 
La Province de Liège, et principalement ses régions de Verviers et Liège, est la championne des tartes au riz macarons, dans lesquelles on a réduit quelques macarons que l’on a intégrés au riz et que l’on a recouvertes d’amandes émondées mélangées à du blanc d’œuf pour former une belle croûte craquante brun clair. 
La pâte est de préférence de type « pâte levée ».